# USS LST-290
O USS LST-290 foi um navio de guerra norte-americano da classe LST que operou durante a Segunda Guerra Mundial.